# 週刊100名馬
『週刊100名馬』（しゅうかん100めいば）とは、サンケイスポーツ特別版「週刊Gallop」が2000年4月から2002年3月までの2年間にかけて出版した競馬の書籍である。
日本の中央競馬史上に残る平成時代の名馬100頭を厳選したオールカラーによるウィークリーブックスとして発刊され、オグリキャップ、ナリタブライアン、ベガ、キョウエイマーチなどが登場した。また「週刊100名馬EX（エクストラ）」としてハイセイコーの追悼特集号を2000年に発刊。2002年に100冊が完結したあともウイングアロー、トゥザヴィクトリー、ナリタトップロード、タニノギムレット、マンハッタンカフェの5頭が「EX」として発刊され、実質上は106頭の競走馬を取り上げた。
単にその競走馬の競走成績を取り上げるだけに留めず、厩舎関係者に対するインタビューや競馬評論家・ファン（井崎脩五郎、北野義則、高橋直子ら）によるその馬に関するノンフィクションやエッセーなどを掲載。レギュラーシリーズの100冊を全て揃えると1996年阪神大賞典におけるナリタブライアンとマヤノトップガンの叩き合いの模様が背表紙に浮かび上がるという画期的な手法も人気を集めた。2003年に日本中央競馬会から2002年度の「JRA馬事文化賞」を授与された。
2005年にはオグリキャップ、トウカイテイオー、ナリタブライアンの3頭にスポットを当て、発行された当時の紙面を再現するとともに現役時代のレース映像を収録したDVDソフトが添付された「DVD100名馬セレクション」が出版された。

## 名馬リスト
1. オグリキャップ
2. イナリワン
3. オサイチジョージ
4. シャダイカグラ
5. スーパークリーク
6. ヤエノムテキ
7. アイネスフウジン
8. ハクタイセイ
9. バンブーメモリー
10. イソノルーブル
11. リンデンリリー
12. ダイユウサク
13. メジロライアン
14. ダイタクヘリオス
15. トウショウファルコ
16. ダイイチルビー
17. ミホノブルボン
18. サンエイサンキュー
19. アドラーブル
20. ウィナーズサークル
21. イクノディクタス
22. メジロマックイーン
23. トウカイテイオー
24. ニシノフラワー
25. シンコウラブリイ
26. ヤマニンゼファー
27. ホワイトストーン
28. メジロパーマー
29. ビワハヤヒデ
30. ウイニングチケット
31. サクラバクシンオー
32. ノースフライト
33. ベガ
34. オグリローマン
35. ライスシャワー
36. マチカネタンホイザ
37. ナリタタイシン
38. サクラチトセオー
39. タヤスツヨシ
40. フジキセキ
41. ナイスネイチャ
42. レガシーワールド
43. セキテイリュウオー
44. ツインターボ
45. フジヤマケンザン
46. ネーハイシーザー
47. ナリタブライアン
48. ヒシアマゾン
49. スターマン
50. ホクトベガ
51. ワンダーパヒューム
52. マイシンザン
53. スキーキャプテン
54. トロットサンダー
55. ダンスインザダーク
56. ファビラスラフイン
57. フサイチコンコルド
58. ステージチャンプ
59. ライブリマウント
60. ヒシアケボノ
61. ジェニュイン
62. タイキブリザード
63. サクラローレル
64. マヤノトップガン
65. ダンスパートナー
66. マーベラスサンデー
67. フラワーパーク
68. バブルガムフェロー
69. サニーブライアン
70. エアグルーヴ
71. イシノサンデー
72. タイキシャトル
73. メジロドーベル
74. サイレンススズカ
75. エリモシック
76. シーキングザパール
77. メジロブライト
78. キョウエイマーチ
79. シルクジャスティス
80. マチカネフクキタル
81. マイネルラヴ
82. スペシャルウィーク
83. エルコンドルパサー
84. エアジハード
85. アグネスワールド
86. ステイゴールド
87. キングヘイロー
88. ファレノプシス
89. グラスワンダー
90. セイウンスカイ
91. チアズグレイス
92. アドマイヤベガ
93. クロフネ
94. テイエムオペラオー
95. アグネスタキオン
96. ウメノファイバー
97. プリモディーネ
98. メイショウドトウ
99. ブラックホーク
100. スティンガー